# Hålandsmarka
Hålandsmarka är en tätort i Sola kommun i Rogaland fylke i sydvästra Norge. Tätorten hade 985 invånare den 1 januari 2012 och ligger omkring sju kilometer sydväst om kommunens centralort Sola.
Hålandsmarka är Norges mest tätbefolkade tätort med 3 940 invånare per kvadratkilometer, efter kommer Oslo med 3 192 invånare per kvadratkilometer. Orten är känd för dess vackra sjöutsikt och under bra dagar kan man se så långt som områden 70 kilometer ifrån.  
Hålandsmarka är också namnet på ett stort friluftsområde med ett utmärkta elljusspår och rastplatser.   